# Småselen (Jörns socken, Västerbotten, 723389-169835)
Småselen är en sjö i Skellefteå kommun i Västerbotten och ingår i Kågeälvens huvudavrinningsområde.